# Трашутин, Иван Яковлевич

Могила И. Я. Трашутина на Богословском кладбище Санкт-Петербурга.

Ива́н Я́ковлевич Трашу́тин (5 [18] января 1906, Горловка, Екатеринославская губерния — 6 марта 1986, Ленинград) — советский конструктор дизельных двигателей, главный конструктор по моторостроению ордена Ленина СКБ № 75 ЧТЗ. Дважды Герой Социалистического Труда (19.02.1966, 19.01.1976). Инженер-полковник (21.01.1945).

## Биография
Родился 5 (18) января 1906 года в заводском посёлке Горловка (ныне город, Донецкая область, Россия). Жизнь была тяжелой — из 7 детей Якова Трашутина в детстве умерли пятеро.
С 1914 года семья жила в Харькове. Отец работал в литейном цехе Харьковского паровозостроительного завода (ХПЗ). Иван окончил три класса церковно-приходской школы.
Весной 1918 года отец ушёл добровольцем в Красную Армию. Двенадцатилетним ребёнком Иван Яковлевич вынужден был устроиться на ХПЗ, работал рассыльным подручным слесаря, слесарем на сборке дизелей.
С 1920 года — в комсомоле, член Харьковского городского комитета комсомола. С 1922 года учился на рабфаке. С 1925 года — член ВКП(б) и студент механического факультета Харьковского технологического института имени В. И. Ленина. В марте 1930 года окончил институт по специальности «инженер-механик», вернулся на «родной» ХПЗ имени Коминтерна, где работал инженером-конструктором в отделе тепловых двигателей.
Весной 1931 года направлен в учебную командировку в США, в Массачусетский технологический институт. Во время летних каникул работал контролером по приемке у американских фирм оборудования для строящегося Челябинского тракторного завода. В конце 1933 года И. Я. Трашутин успешно защитил диссертацию с присвоением степени магистра технических наук и вернулся на Родину.
В декабре 1933 года назначен старшим инженером-конструктором дизельного отдела Харьковского паровозостроительного завода. С февраля 1937 года — помощник начальника отдела опытных работ на том же заводе. В эти годы стал одним из создателей нового дизельного двигателя В-2 (главный конструктор К. Ф. Челпан).
Однако 25 мая 1938 года И. Я. Трашутин был арестован органами НКВД СССР. Около полутора лет находился в тюрьме под следствием, 2 февраля 1939 года был освобождён с правом восстановления на работе.
В январе 1939 года из ХПЗ было выделено производство танковых дизелей в самостоятельный дизельный завод — Государственный Союзный завод № 75, на который вскоре был переведён И. Я. Трашутин на должность начальника специального конструкторского бюро (СКБ) по двигателю В-2. Бюро занималось организацией серийного производства двигателя и устранением выявлявшихся в ходе эксплуатации недостатков. В декабре 1940 года назначен заместителем главного конструктора Конструкторского бюро по серийному производству завода № 75. В 1939—1940 годах СКБ Трашутина создало двигатель В2-СН с наддувом для установки на тяжёлых танках.
После начала Великой Отечественной войны по постановлению ГКО СССР от 12 сентября 1941 года завод № 75 был эвакуирован из Харькова в Челябинск. При эвакуации Трашутин чуть не погиб — при налёте немецкой авиации в дом, где находился Трашутин, попала авиационная бомба, его завалило рухнувшими обломками здания, был спасён при разборке завала. В Челябинске на базе Харьковского, Кировского и Челябинского тракторного заводов был создан мощный танкостроительный комбинат — Челябинский Кировский завод (ЧКЗ), ставший известный во всём мире под названием «Танкоград». На нём в октябре 1941 года И. Я. Трашутин назначен главным конструктором по моторостроению ЧКЗ и главным конструктором Специального конструкторского бюро № 75, которое ему довелось возглавлять следующие 40 лет жизни.
Всего лишь за 35 дней в Челябинске было налажено производство дизельных двигателей. Когда опыт первых месяцев войны показал, что тяжелому танку КВ-2 нужен более мощный двигатель, конструкторский коллектив Трашутина внёс в двигатель целый ряд конструктивных изменений без приостановки серийного производства. Также, откликаясь на отзывы танкистов из действующей армии в дизель В2-34 для среднего танка Т-34 также были внесён ряд новых конструктивных улучшений. В первые месяцы 1943 года для нового тяжелого танка ИС-1 в СКБ Трашутина был создан новый двигатель В2-ИС, а затем на его базе создавались улучшенные двигатели для танков ИС-2 и ИС-3. Всего за годы войны на ЧКЗ освоен выпуск 6 модификаций дизелей разработки Трашутина, изготовлено 48 500 танковых моторов и 85 000 комплектов топливной аппаратуры. Конструкторы СКБ внесли более 750 крупных изменений в конструкцию двигателей.
Активная творческая деятельность конструктора И. Я. Трашутина продолжалась несколько послевоенных десятилетий. Под его руководством созданы модификация двигателя В-2 для тракторной техники для мирного народного хозяйства, двигатель КДМ-46 для трактора Сталинец-80, танковый двигатель В-12 и его модификации, танковый двигатель В-54 и его модификации, форсированный танковый двигатель В-55 и его модификации (этот двигатель несколько десятилетий был базовым для бронетанковой и другой специальной военной техники), первый в СССР турбопоршневой дизель, двигатели для трактора ДЭТ-250 и антарктического вездехода «Харьковчанка», двигатели для рыболовецких судов, нефтебуровых установок, стационарных и передвижных электростанций, земснарядов и другой народнохозяйственной техники.
Всего за период конструкторской деятельности И. Я. Трашутин создал 87 основных типов дизельных двигателей (не считая опытных, экспериментальных, не пошедших в серийное производство других), которые устанавливались на 76 видов техники военного назначения, а также на гражданскую технику.
В 1981 году И. Я. Трашутин вышел на пенсию по состоянию здоровья и переехал из Челябинска в Ленинград. Скончался после длительной тяжелой болезни 6 марта 1986 года. Похоронен на Богословском кладбище Ленинграда, где ему установлен надгробный памятник.

## Награды и премии

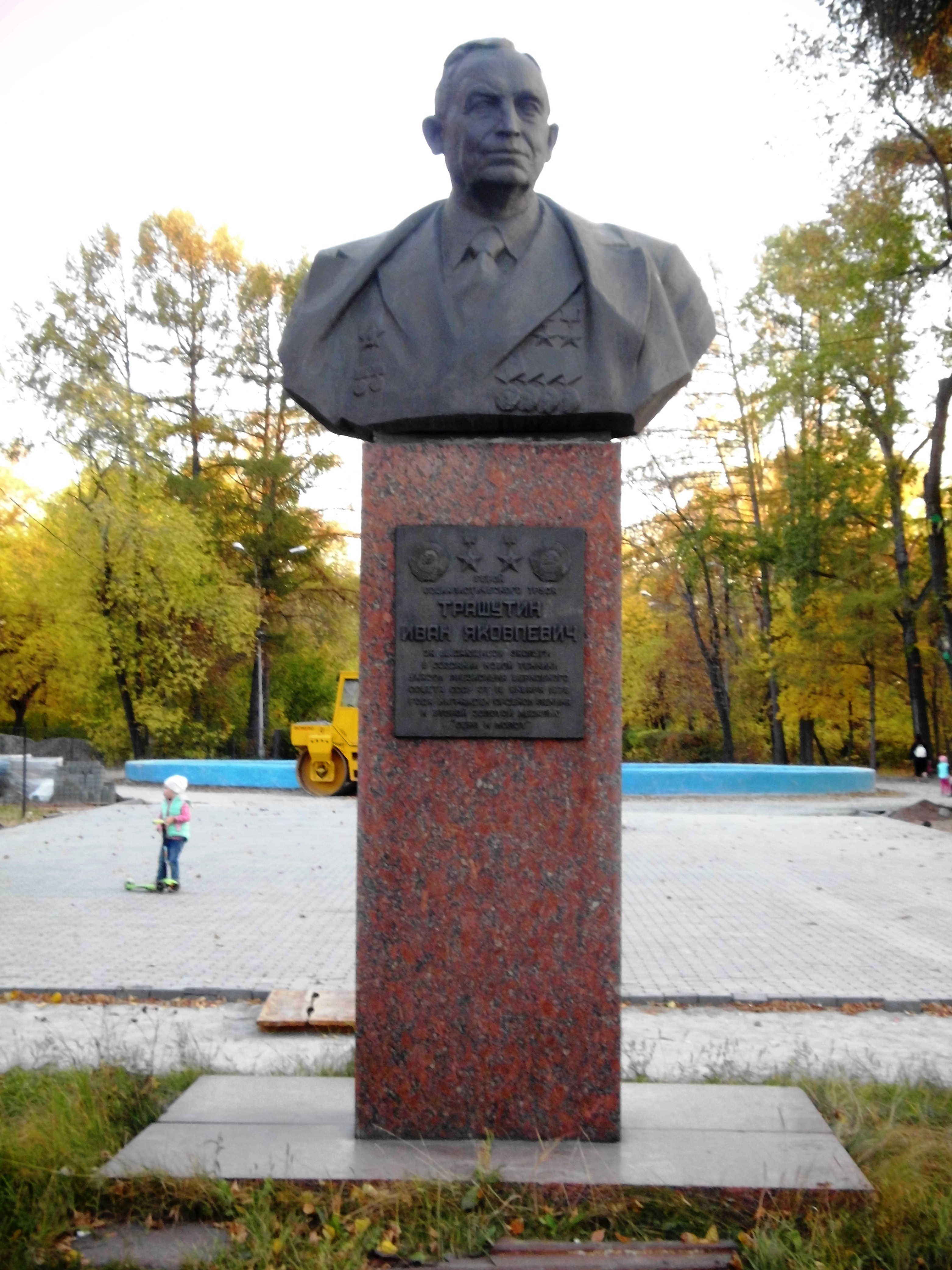
Памятник Трашутину И. Я. на Комсомольской площади в детском парке им. Терешковой в городе Челябинске

- За выдающиеся заслуги в развитии отечественного моторостроения Указом Президиума Верховного Совета СССР от 19 февраля 1966 года Ивану Яковлевичу Трашутину присвоено звание Героя Социалистического Труда с вручением ордена Ленина и золотой медали «Серп и Молот».
- За выдающиеся заслуги в развитии отечественного моторостроения Указом Президиума Верховного Совета СССР от 19 января 1976 года Ивану Яковлевичу Трашутину присвоено звание Героя Социалистического Труда с вручением ордена Ленина и второй золотой медали «Серп и Молот».
- четыре ордена Ленина (19.9.1941, 30.4.1945, 19.2.1966, 19.1.1974)
- орден Красной Звезды (5.6.1942)
- медали
- Сталинская премия 2-й степени (1946, за создание танковых дизель-моторов)
- Государственная премия СССР (1974)
- Почётный гражданин Челябинска (19.9.1978)[13]

## Память
- В Тракторозаводском районе Челябинска в 1983 году установлен бронзовый бюст дважды Героя Социалистического Труда И. Я. Трашутина[14] (скульптор — Л. Н. Головницкий, архитектор — Е. В. Александров).
- В его честь названа улица в Тракторозаводском районе Челябинска
- Автор книги: Ковал победу Танкоград // ЧТЗ — моя биография. Челябинск, 1983.